# 巴杰 (南达科他州)
巴杰（英語：Badger）是美国南达科他州下属的一座城鎮。根据2010年美国人口普查，该鎮有人口108人。论人口在本州排行第229。

## 历史
巴杰 建于 1906 年，得名于 巴杰湖。